# Allan Moffat
Allan George Moffat (Saskatoon, 10 novembre 1939) è un ex pilota automobilistico e dirigente sportivo australiano di origine canadese, fondatore della scuderia 
Allan Moffat Racing nonché vincitore di quattro edizioni del ATCC (1973, 1976, 1977, 1983), di due Bathurst 500 e due Bathurst 1000 (1973 con Ian Geoghegan e 1977 con Jacky Ickx).

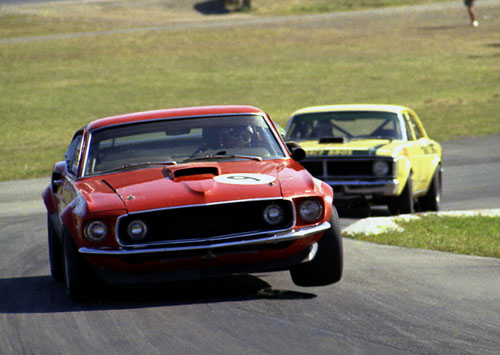
Moffat su Ford Mustang Boss 302 al Lakeside International Raceway nell'ottobre 1972

## Palmarès
- Australian Touring Car Championship: 4
1973, 1976, 1977, 1983
- Bathurst 500: 2
1970, 1971
- Bathurst 1000: 2
1973, 1977

## Riconoscimenti
- V8 Supercars Hall of Fame 1999
- Sport Australia Hall of Fame 2018[1]

## Onorificenze
- Cavaliere dell'Ordine dell'Impero Britannico 1978